# 二港震虎宮
二港震虎宮是臺灣臺南市學甲區的一間廟宇，其為原傳統學甲十三庄宅仔港中，舊二港仔聚落中的角頭廟宇，主祀為黑虎大將軍（虎爺公），陪祀為日月祖師以及五營神將，是一間以虎爺為主祀神的廟宇。也因是十三庄頭中的47角頭宮廟之一，故而也是學甲慈濟宮上白礁謁祖，以及學甲刈香的基本參與廟宇之一。
行政位置原屬宅港里，惟舊二港仔聚落位於急水溪的行水區域內，早期便經常有水患的憂慮，直到1989年莎拉颱風造成發生913水災，聚落內淹水達1公尺深，事件之後縣政府便要求該村進行遷村。目前震虎宮所在新的二港仔聚落，其位於學甲新榮里境內。       

## 建廟沿革
二港震虎宮的信仰源於該聚落內庄民柯氏先祖，柯氏先祖柯滿來臺時落腳於原在宅港中的舊二港聚落，直到第三代的族人柯取，於民國初年迎自北門蚵寮的虎爺金身來家中供俸，並且一開始僅是供奉在其自家之中。直到1983年才由柯姓8個族人作為信徒代表，以輪流擔任爐主方式來奉祀，然而因二港庄坐落於急水溪流域之中，故每逢雨季供奉神尊的處所便不時會有水患成災，公部門遂而於1989年9月成立遷村小組，計畫進行各項的遷村事宜。
雖聚落有了遷村的計畫，然而卻因計畫出量不同的意見，導致了二港聚落遷村分成兩批(派)，而震虎宮的搬遷則是於第二批遷村計畫中。2002年第二批開始進行遷村計畫，此批庄民南遷到學甲市區的南邊建立新的庄頭，此聚落也就是當地人說的新二港仔的南庄。2000年時為了管理上的方便，信徒們便成立了黑虎大將管理委員會。
直到2003年便有信眾倡議需要建廟，以便主祀神尊有固定的場域讓供信眾們參拜，於是便於隔年2004年成立黑虎大將軍廟籌建委員會，並於同年農曆8月7日在新遷的庄內擇地動工，這時信眾們選定在仁和街上建廟，至2005年農曆9月新的廟宇終於落成，在此時也訂廟名為震虎宮，並又迎請了配祀神祇日月祖師與五營神將，同年十月進行行入火安座儀式，又同時申請寺廟登記並於2006年獲核准登記。

## 軼事
廟宇中的虎爺一般都是供奉於神桌底下，也有一些廟宇的將虎爺有專有神龕，如新港奉天宮與旗山天后宮等。學甲二港震虎宮與眾不同之處，不僅將虎爺供奉於神龕之上，更是一座以虎爺為主祀神祇的廟宇，這在虎爺信仰是較少見的情形。
在新二港南庄的聚落中有兩間宮廟，除震虎宮之外尚有供俸玄天上帝的玄聖宮，而玄聖宮廟內沒有供俸虎爺，其原因乃是基於聚落內已有了以虎爺為主祀的震虎宮，這是因兩廟之間僅差300公尺，因而玄聖宮便不在其廟內設置虎爺。

## 圖集

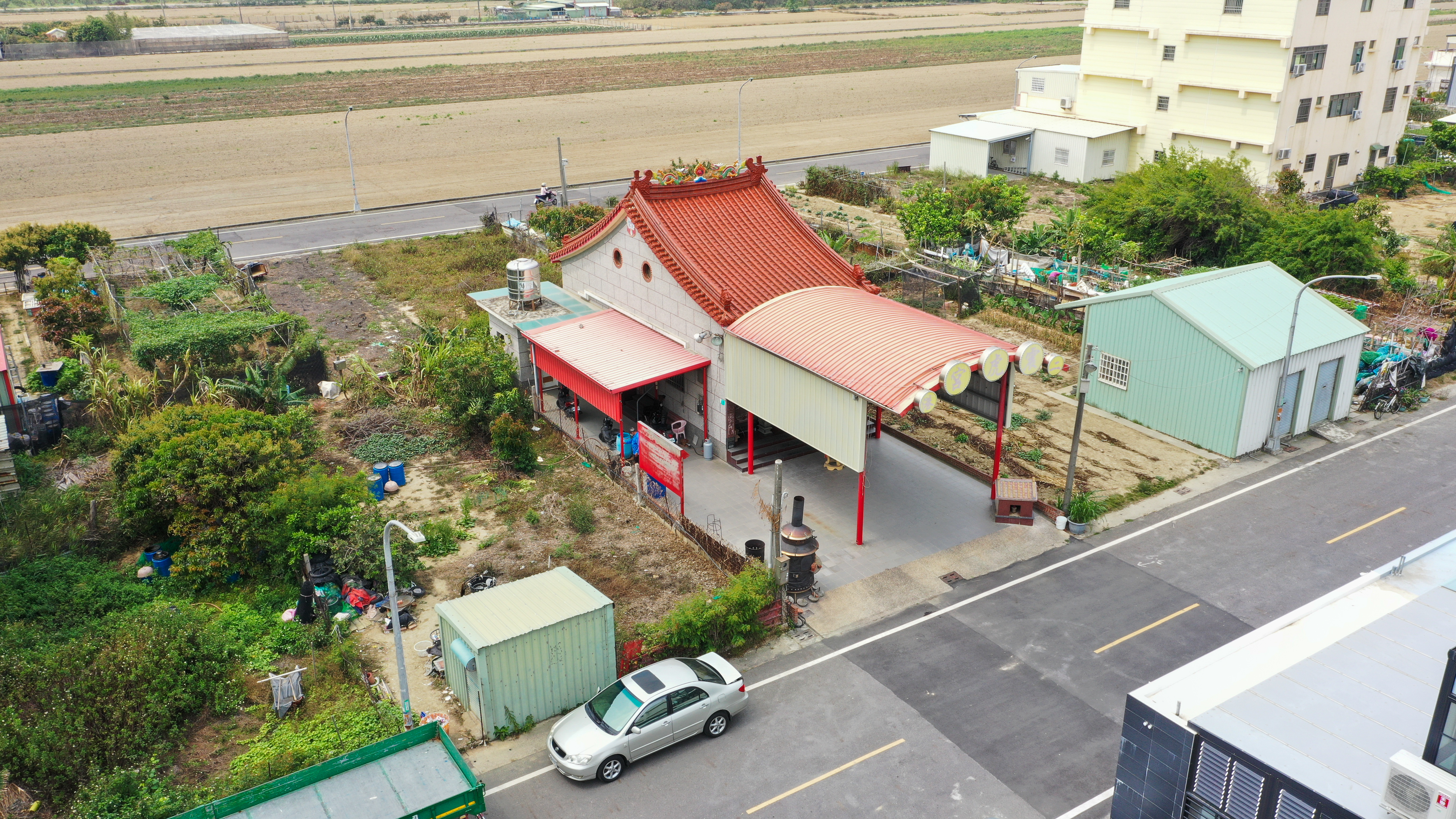
廟宇空照鳥瞰
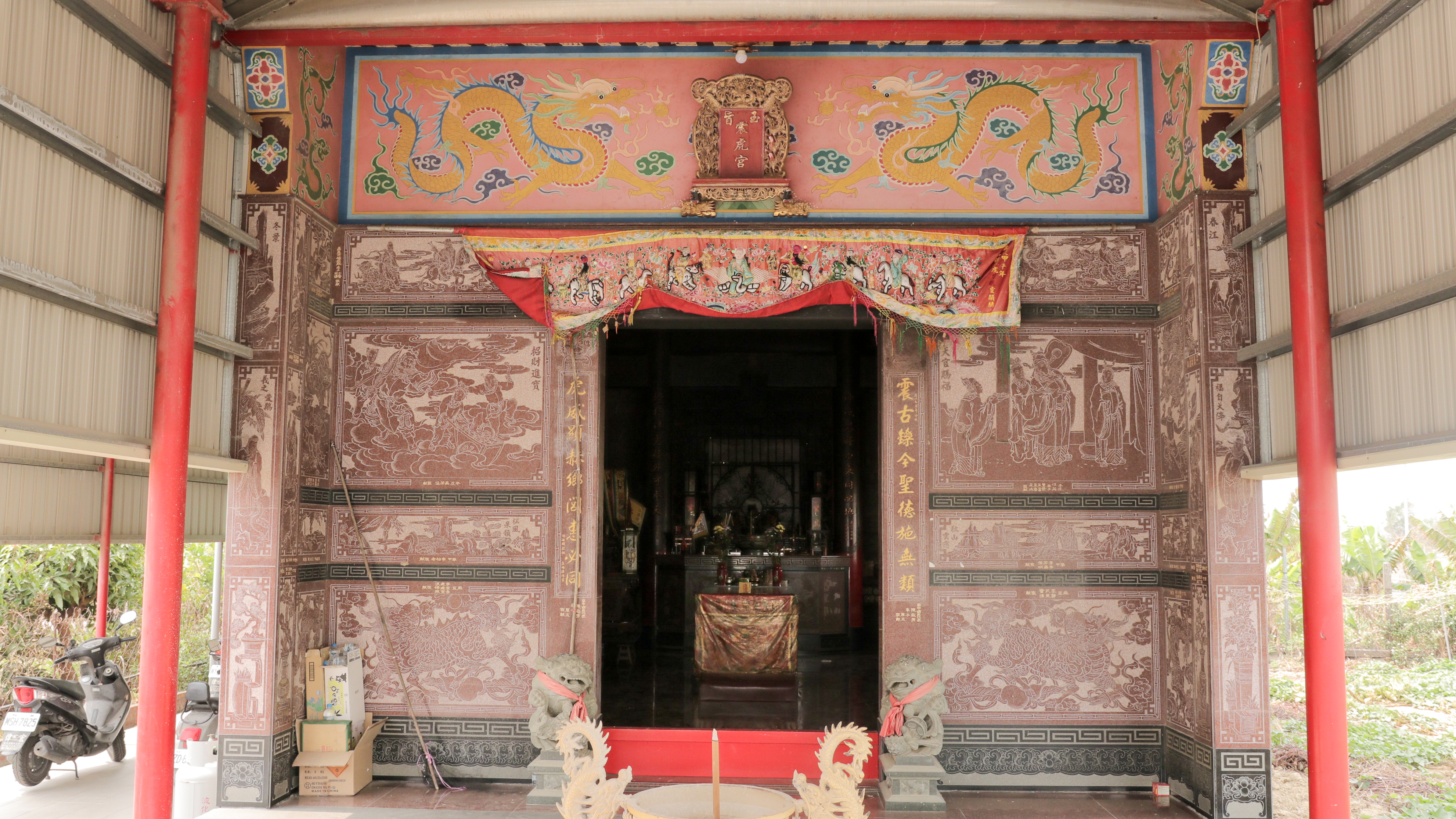
廟宇的正門
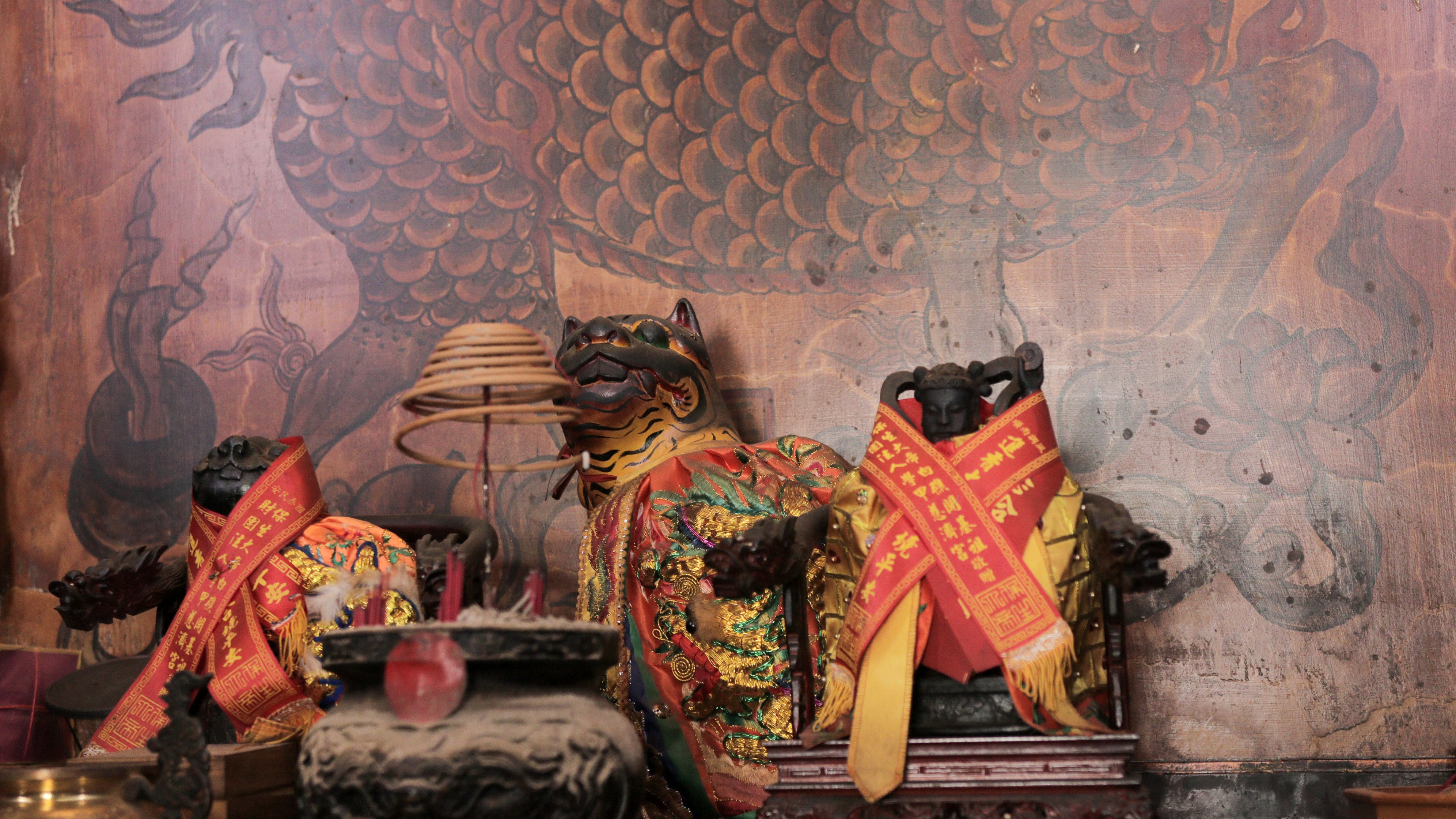
主祀神祇黑虎大將軍
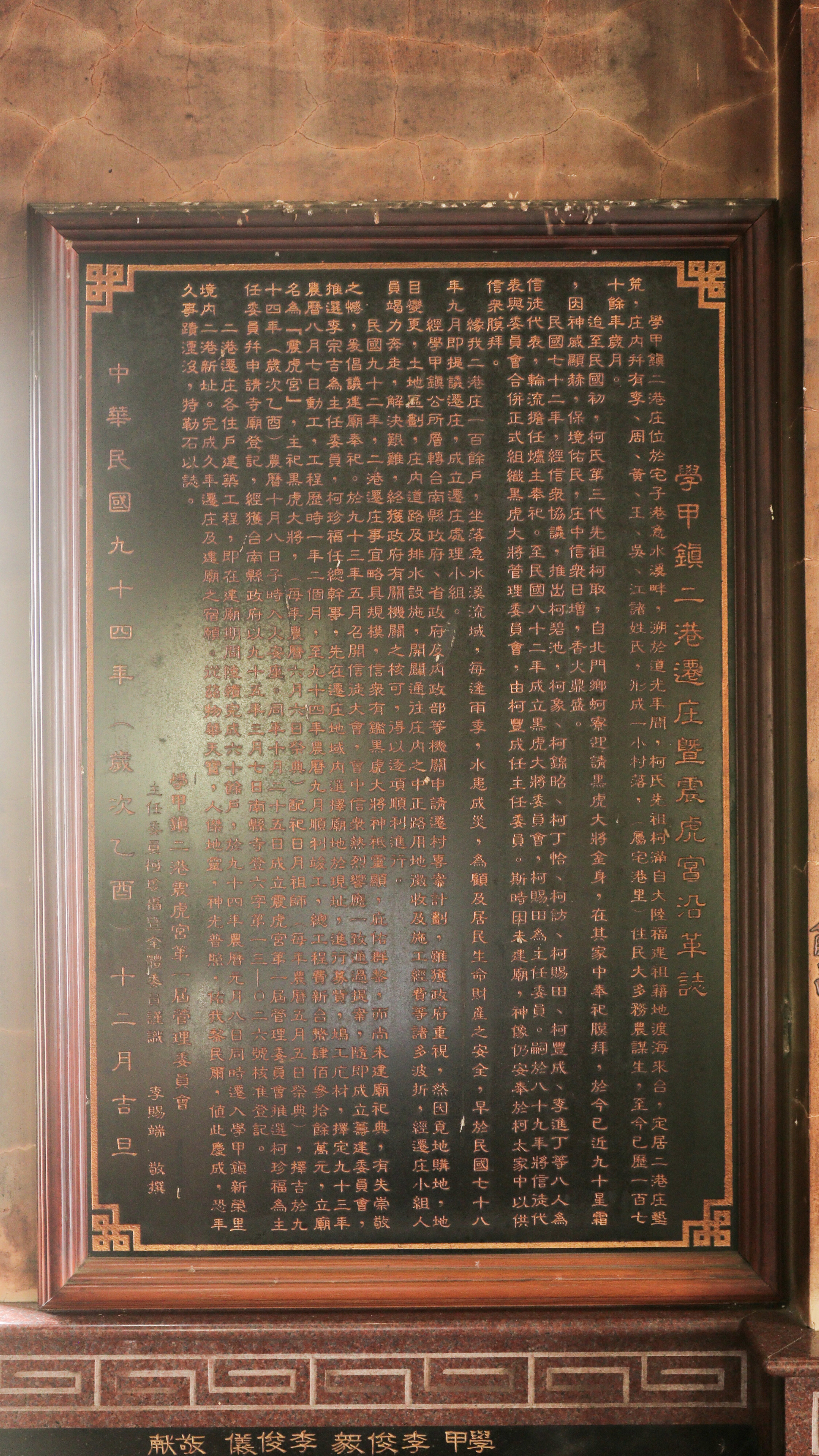
二港遷村暨震虎宮沿革誌